# فروان
فروان قرية سورية تتبع ناحية سنجار في منطقة معرة النعمان في محافظة إدلب. بلغ عدد سكانها 395 نسمة في عام 2004 حسب إحصاء المكتب المركزي للإحصاء.